# 穆尔苏姆
穆尔苏姆（德語：Mulsum，發音：[ˈmʊlzʊm]）是德国下萨克森州库克斯港县曾经的一个市镇，面积8.43平方千米，2024年12月31日人口为534人。2015年1月1日，穆尔苏姆与另外7个市镇合并为新市镇武斯特诺德塞屈斯特。